# 5504 Lanzerotti
5504 Lanzerotti (1985 FC2) là một tiểu hành tinh vành đai chính được phát hiện ngày 22 tháng 3 năm 1985 bởi E. Bowell ở Flagstaff.